# سيرغي جدانوف
سيرغي جدانوف (بالروسية: Жданов, Сергей Михайлович)‏ هو لاعب كرة قدم روسي في مركز الوسط، ولد في 21 يناير 1973. لعب مع سيسكا موسكو ولوكوموتيف موسكو.